# Habrotrocha pusilla
Habrotrocha pusilla is een raderdiertjessoort uit de familie Habrotrochidae. De wetenschappelijke naam van deze soort is voor het eerst geldig gepubliceerd in 1893 door Bryce.